# Nakhon Sawan

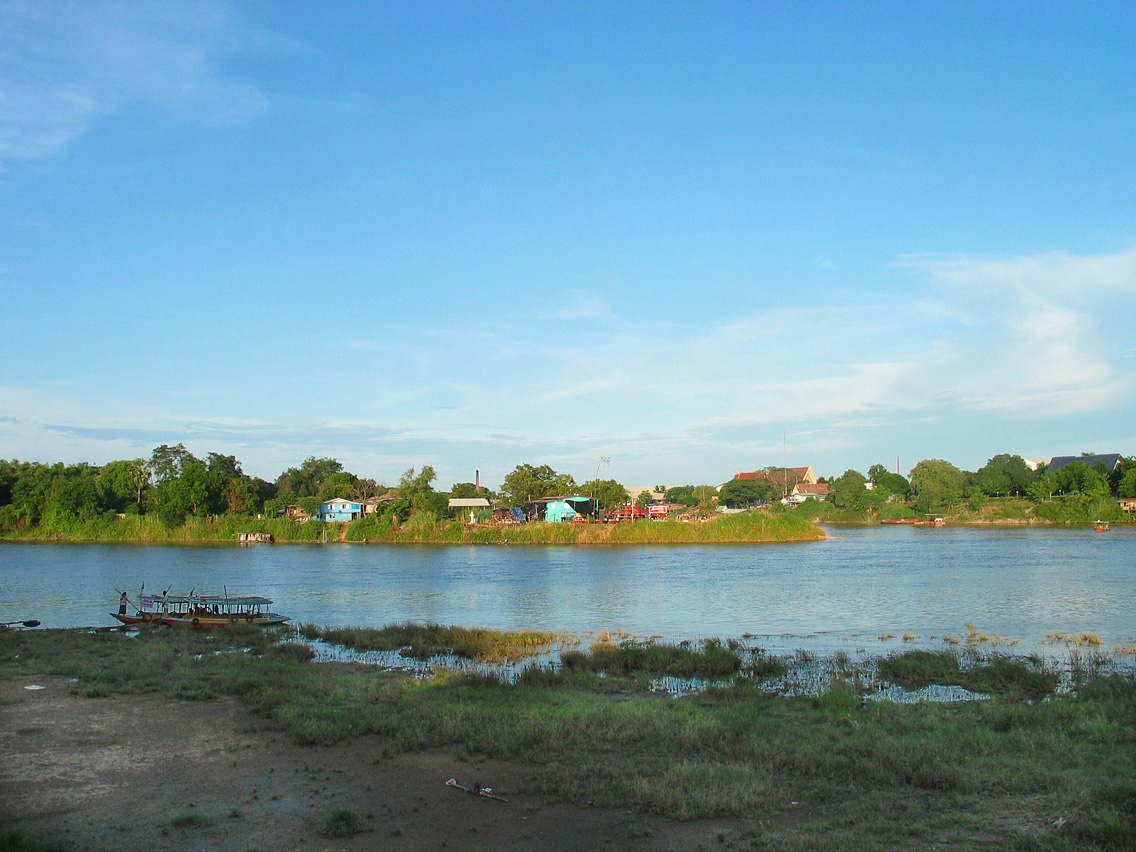
Abendstimmung am Chao Phraya

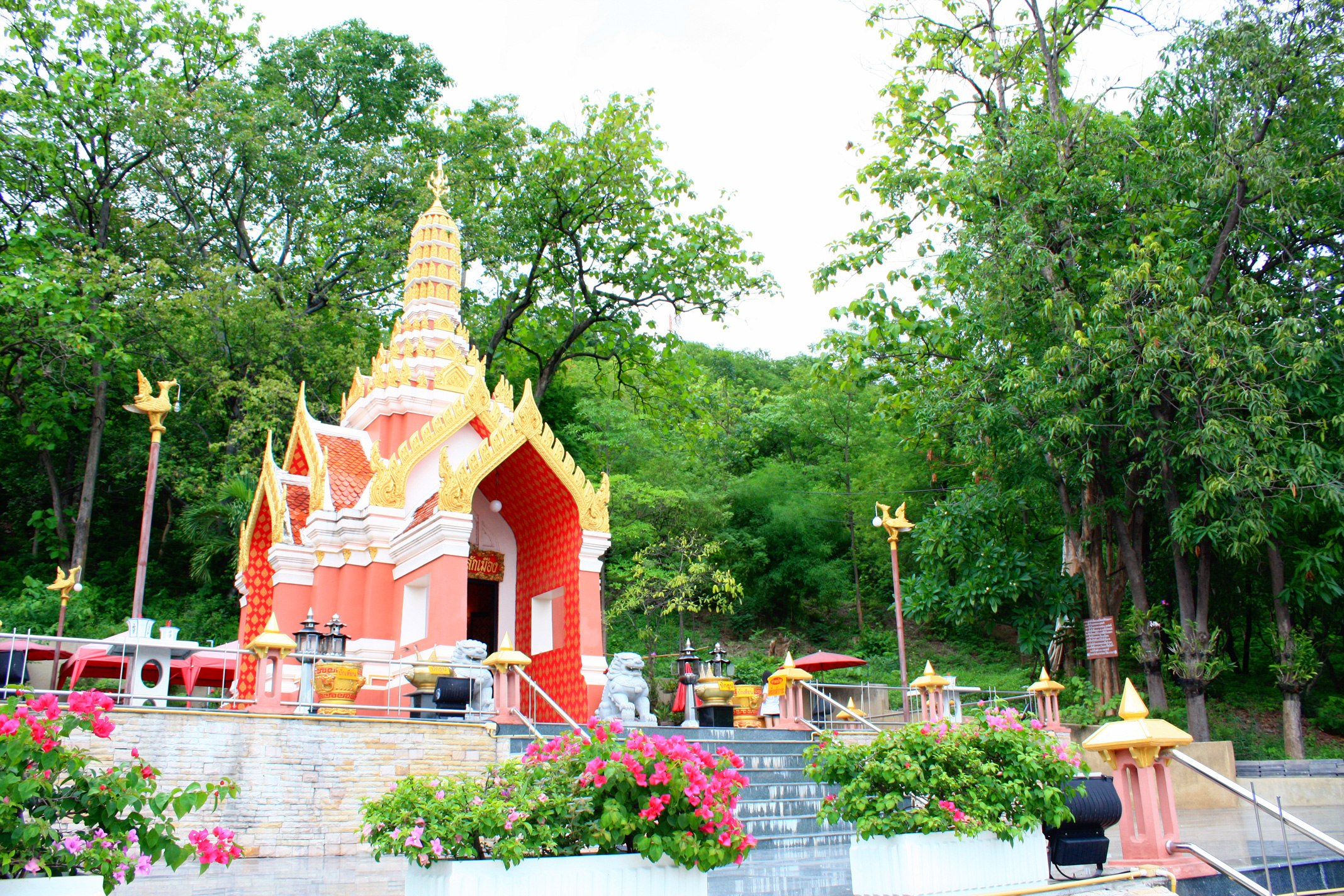
Lak Mueang von Nakhon Sawan

Nakhon Sawan (Thai: นครสวรรค์, etwa: Stadt des Himmels, auch Paknam Pho genannt) ist eine Großstadt (เทศบาลนครนครสวรรค์) in der thailändischen Provinz Nakhon Sawan.
Sie ist die Hauptstadt des Landkreises (Amphoe) Mueang Nakhon Sawan und der Provinz Nakhon Sawan. Die Provinz Nakhon Sawan liegt in der Nordregion von Thailand.
Die Großstadt Nakhon Sawan hat 82.305 Einwohner. (Stand 2019)

## Geographie
Nakhon Sawan liegt etwa 240 Kilometer nördlich der Hauptstadt Bangkok am Zusammenfluss des Mae Nam Ping (Ping-Fluss) und des Mae Nam Nan (Nan-Fluss), die dann den Mae Nam Chao Phraya bilden.

## Wirtschaft und Bedeutung

### Handel
Holzhandel ist die wichtigste Einnahmequelle, obwohl seit 1989 ein totales Verbot für das Fällen von Tropenholz ausgesprochen worden ist. Es werden Tropenhölzer aus Myanmar und Laos importiert.

### Landwirtschaft
Darüber hinaus betreibt man Landwirtschaft:
- Mais
- Jute (Baumwolle)
- Erdnuss

## Verkehr

### Straßenverkehr
Es gibt mehrere wichtige Fernstraßen, die in der Stadt aufeinandertreffen:
- Thanon Phahonyothin (Highway 1): Nord-Süd-Verbindung
- Thailand Route 117: nach Phitsanulok
- Thailand Route 225: nach Osten

### Bahnverkehr

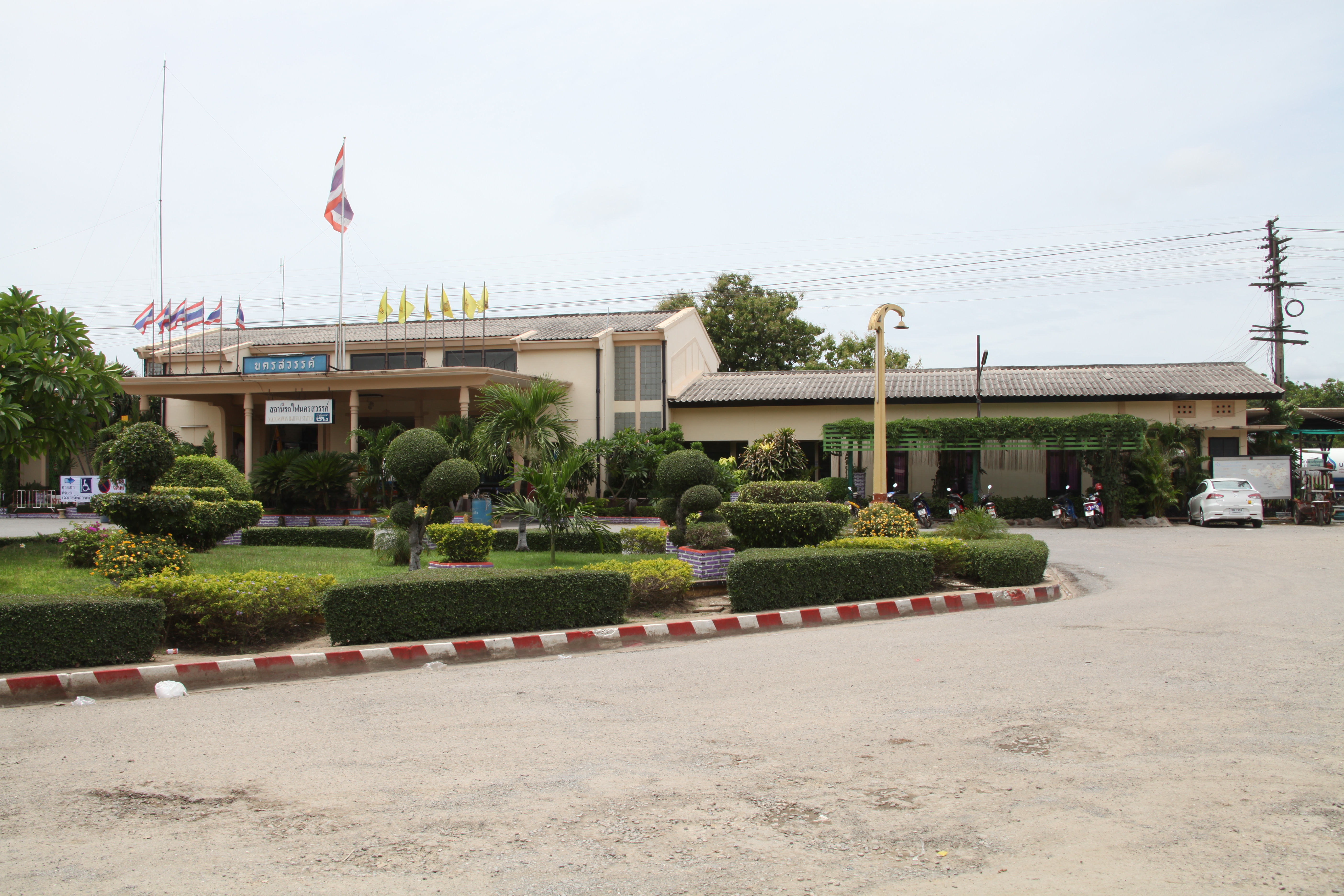
Bahnhof Nakhon Sawan

Nakhon Sawan liegt an der Nordbahn, die Bangkok mit Chiang Mai verbindet. Die Bahnhöfe befindet sich alle außerhalb des Stadtzentrum,  "Nakhon Sawan" und "Paknam Pho".

### Busverkehr
Nakhon Sawan hat ein Fernbusterminal.

### Flugverkehr
Der Flughafen Nakhon Sawan (ICAO: VTPN), er wird derzeit von keiner Linienfluggesellschaft angeflogen.

### Schiffsverkehr
Der Schiffsverkehr spielt kaum eine Rolle, da der Mae Nam Chao Phraya durch den Chao-Phraya-Staudamm den Transport zu Wasser behindert.

## Bildungseinrichtungen
- Nakhon Sawan Rajabhat Universität (Thai: มหาวิทยาลัยราชภัฏนครสวรร)
- Chaophraya-Universität (Thai: มหาวิทยาลัย เจ้าพระยา)
- Sukhothai Thammathirat Open University, Nakhon Sawan Campus
- Nakhon Sawan Technical College[2]
- Sawan Pracharak Nursing College[3]
- Nakhon Sawan Industrial and Community Education College

## Gesundheitseinrichtungen
Nakhon Sawan besitzt neun Krankenhäuser und mehrere Health Center.
- Rattanajet Krankenhaus (Privates Krankenhaus)
- Sawan Pracharak Krankenhaus (โรงพยาบาลสวรรค์ประชารักษ์)[4]
- Si Khwae Krankenhaus
- Srisawan Krankenhaus (โรงพยาบาลศรีสวรรค์) (Privates Krankenhaus)[5]
- Paknam Pho Krankenhaus (โรงพยาบาลปากน้ำโพ) (Privates Krankenhaus)[6]
- Romchat Krankenhaus (Privates Krankenhaus)
- Khai Chira Prawat Krankenhaus
- Ruam Phaet Krankenhaus (Privates Krankenhaus)
- Nakhon Sawan Rajanakarindra Psychiatric Hospital (โรงพยาบาลจิตเวชนครสวรรค์ราชนครินทร์)[7]

## Geschichte
Nakhon Sawan ist eine alte Gründung, die bereits während der Sukhothai-Zeit eine bedeutende Rolle als Tor zum Norden gespielt hat. Es lebt seit dem Ende des 19. Jahrhunderts eine bedeutende chinesischstämmige Bevölkerung hier.

## Sehenswürdigkeiten
- Khao Woranat Banphot (Khao Kop) – buddhistische Tempelanlage an einem Berg gelegen. Auf dem Berg, nach einem Aufstieg über 450 Stufen, hat man einen Ausblick auf die Provinzhauptstadt und die Sümpfe Bung Boraphet. Der Legende nach wurde der Tempel im 13. Jahrhundert von König Li Thai von Sukhothai gegründet. Im Viharn auf dem Berg befindet sich ein Fußabdruck Buddhas aus der Sukhothai-Zeit.
- Lokales Fest ist das Drachenfest – im Januar / Februar findet zum chinesischen Neujahrsfest das Drachenfest statt, mit einer großen Prozession, die einen riesigen Drachen begleitet. Man nennt Nakhon Sawan auch die Drachenstadt.

## Klimatabelle
|                       | Jan  | Feb  | Mär  | Apr  | Mai  | Jun  | Jul  | Aug  | Sep  | Okt  | Nov  | Dez  |   |      |
| Mittl. Tagesmax. (°C) | 31,9 | 34,6 | 36,6 | 37,7 | 36,0 | 34,4 | 33,7 | 33,0 | 32,2 | 31,8 | 31,4 | 30,9 | ⌀ | 33,7 |
| Mittl. Tagesmin. (°C) | 17,5 | 20,9 | 23,5 | 25,1 | 25,0 | 24,6 | 24,2 | 24,0 | 23,8 | 23,5 | 21,1 | 18,1 | ⌀ | 22,6 |
|                       |      |      |      |      |      |      |      |      |      |      |      |      |   |      |
| Niederschlag (mm)     | 14   | 27   | 43   | 65   | 137  | 125  | 141  | 181  | 251  | 153  | 31   | 6    | Σ | 1174 |
|                       |      |      |      |      |      |      |      |      |      |      |      |      |   |      |
| Sonnenstunden (h/d)   | 8,9  | 8,9  | 8,4  | 9,0  | 7,8  | 6,2  | 5,8  | 5,4  | 5,6  | 7,2  | 8,3  | 8,7  | ⌀ | 7,5  |
|                       |      |      |      |      |      |      |      |      |      |      |      |      |   |      |
| Luftfeuchtigkeit (%)  | 63   | 62   | 61   | 63   | 70   | 74   | 76   | 78   | 82   | 80   | 73   | 67   | ⌀ | 70,8 |

| 17,5 |

| 20,9 |

| 23,5 |

| 25,1 |

| 25,0 |

| 24,6 |

| 24,2 |

| 24,0 |

| 23,8 |

| 23,5 |

| 21,1 |

| 18,1 |

| 17,5 |

| 20,9 |

| 23,5 |

| 25,1 |

| 25,0 |

| 24,6 |

| 24,2 |

| 24,0 |

| 23,8 |

| 23,5 |

| 21,1 |

| 18,1 |

## Persönlichkeiten
- Weerayut Jitkuntod (* 1984), Fußballspieler
- Anawin Jujeen (* 1987), Fußballspieler
- Tanawat Panchang (* 1997), Fußballspieler
- Sasom Pobprasert (* 1967), Fußballspieler und -trainer
- Chotipat Poomkeaw (* 1998), Fußballspieler
- Tanongsak Promdard (* 1985), Fußballspieler
- Sanya Puangchan (* 1980), Fußballspieler
- Sirimongkol Rattanapoom (* 2002), Fußballspieler